# Peter John Wyllie
Peter John Wyllie ( Londres, 8 de fevereiro de 1930) é um petrologista e geoquímico norte-americano de origem britânica.

## Biografia
Estudou na Universidade de St. Andrews, Escócia, onde recebeu o título de bacharel em física e geologia em 1955 e o título de Ph.D em geologia em 1958.
Em 1952-1954 participou como geólogo numa expedição britânica para a Groenlândia liderada pelo explorador James Simpson (1911-2002). Em 1956 foi para os Estados Unidos para trabalhar como pesquisador em petrologia experimental na Universidade Estadual da Pensilvânia (Penn State). Retornou para a Inglaterra em 1959 para ocupar um cargo  na Universidade de Leeds. Em 1961, retornou definitivamente para os Estados Unidos, passando a lecionar na Penn State e, de 1965 a 1983 na Universidade de Chicago. Em seguida, foi para o Instituto de Tecnologia da Califórnia como professor de 1983 a 1999, como presidente da Divisão de Ciências Geológicas e Planetárias de 1983 até 1987, e como professor emérito a partir de 1999.  
Além das suas pesquisas  na petrologia experimental dos magmas e dos componentes voláteis sob condições de alta pressão,  ficou conhecido pelas suas contribuições sobre geologia na Enciclopédia Britânica, em especial no volume denominado  "Propædia".
Foi  membro de várias sociedades científicas. Laureado com a Medalha Polar em 1954, com a Medalha Wollaston  em 1982 pela Sociedade Geológica de Londres e com a Medalha Roebling em 2001 pela "Mineralogical Society of América".
O mineral "Wyllieita" foi nomeado em sua homenagem.

## Obras
- Way the Earth Works